# Лисьеполянский сельсовет
Лисьеполянский сельсовет — муниципальное образование в Бузулукском районе Оренбургской области.
Административный центр — посёлок Лисья Поляна.

## Административное устройство
В состав сельского поселения входят 6 населённых пункта:
- посёлок Лисья Поляна,
- село Покровка,
- посёлок Рябцево,
- посёлок Свежий Родник,
- село Тростянка,
- деревня Чуфарово.

## Достопримечательности
Ботанический памятник природы «Лисьеполянские реликтовые сосны».